# مايا بولجاك
مايا بولجاك (من مواليد 2 مايو 1983 في سبليت ) هي لاعبة كرة طائرة كرواتية . تلعب دور مانع وسط دينامو موسكو . كانت تلعب في الفريق النسائي الوطني الذي فاز بالميدالية الفضية في بطولة أوروبا عام 1999 في إيطاليا . 

## مهنة
فازت مايا بدوري أبطال أوروبا 2010-2011 مع فريقها Vakifbank Istanbul ، وفازت بجائزة «أفضل مانع».

## الأندية
- ملاستوست زغرب (1995-2000)
- مينيتي فيتشنزا (2000-2003)
- فوللي بيرغامو (2003-2008)
- تورك تليكوم أنقرة (2008-2009)
- فاكفانك إسطنبول (2009-2011)
- Eczacıbaşı VitrA (2011-2016)
- دينامو موسكو (2016-2017)

## جوائز

### الأفراد
- 2004/2005 دوري أبطال أوروبا للسيدات «أفضل مانع»
- 2005 دوري أبطال أوروبا CEV «أفضل مانع»
- 2009 دوري أبطال أوروبا CEV «أفضل Spiker»
- بطولة تركيا 2011 «أفضل مانع»
- 2011 دوري أبطال أوروبا CEV «أفضل مانع»
- نهائي بطولة دوري أبطال أوروبا 2010 - 2010 «أفضل مانع»
- 2014-15 دوري أبطال أوروبا «أفضل مانع»
- بطولة العالم للأندية النسائية 2015 FIVB «أفضل مانع بلوك»
- بطولة العالم للأندية للسيدات 2017 «أفضل مانع بلوك»

### الأندية
- 2004/05 دوري أبطال أوروبا - بطل ، مع برغامو
- 2006/07 دوري أبطال أوروبا - بطل ، مع برغامو
- دوري أبطال أوروبا 2010/2010 بطل ، مع VakıfBank Güneş Sigorta تورك تليكوم
- كأس السوبر للكرة الطائرة التركية 2011 - بطل ، مع Eczacıbaşı VitrA
- 2011-12 كأس تركي - بطل ، مع Eczacıbaşı VitrA
- 2011-12 Aroma Women's Volleyball League - بطل ، مع Eczacıbaşı VitrA
- كأس السوبر للكرة الطائرة التركية 2012 - بطل ، مع Eczacıbaşı VitrA
- 2012-2013 كأس المرأة التركية للكرة الطائرة - الوصيف ، مع Eczacıbaşı VitrA
- 2012-2013 دوري النساء التركي للكرة الطائرة - الوصيف ، مع Eczacıbaşı VitrA
- 2014-15 دوري أبطال أوروبا CEV - بطل ، مع Eczacıbaşı VitrA
- 2015 بطولة العالم للأندية FIVB - بطل ، مع Eczacıbaşı VitrA
- 2016-17 بطولة روسية - بطل ، مع دينامو موسكو

## روابط خارجية
- مايا بولجاك على موقع الاتحاد الدولي beach volleyball database (الإنجليزية)
- مايا بولجاك على موقع الاتحاد الأوروبي (الإنجليزية)
- مايا بولجاك على موقع عالم الكرة الطائرة (الإنجليزية)
- مايا بولجاك على موقع دوري الدرجة الأولى الإيطالي للكرة الطائرة - سيدات (الإيطالية)

- الموقع الرسمي لرابطة المرأة الإيطالية للكرة الطائرة
- Türk Telekom Ankara الموقع الرسمي للملف الشخصي